# 뒤캉 다이어트
뒤캉 다이어트(Dukan Diet, 두칸 다이어트, 두칸 식이, 뒤캉 식이)는 피에르 뒤캉(Pierre Dukan)이 고안한 고단백, 저탄수화물 유행 다이어트이다.

## 설명
뒤캉 다이어트는 4단계로 구성된 고단백, 저탄수화물 다이어트이며, 각 단계에는 특정 규칙이 있다.

## 역사
1975년 파리의 일반의인 피에르 뒤캉은 처음으로 비만에 직면했다. 당시에는 과체중이나 비만은 저칼로리, 소량의 식사가 가장 잘 치료되는 것으로 생각되었다. 뒤캉은 환자가 줄어든 체중을 회복하는 것을 방지할 수 있는 대안을 생각했다. 그는 안정화와 통합을 포함한 4단계에 걸쳐 새로운 접근 방식을 설계했다. 20년 이상의 연구 끝에 피에르 뒤캉은 2000년에 자신의 저서 "나는 어떻게 날씬해지는지 모르겠어요(Je ne sais pas maigrir)에 자신의 연구 결과를 발표하여 베스트셀러가 되었다.
2011년 7월, 프랑스 법원은 코헨이 언론에서 자신의 방법을 비판한 후 경쟁 영양사 장 미셸 코헨(Jean-Michel Cohen)을 명예훼손 혐의로 고소하려는 뒤캉의 판결을 내렸다.
2013년, 당시 72세였던 뒤캉은 1970년대에 자신의 환자 중 한 명에게 다이어트 약을 처방하여 의료 윤리를 위반한 혐의로 프랑스에서 8일 동안 GP로 활동하는 것이 금지되었다. 이 약은 나중에 시장에서 퇴출되었다.

## 관련 다이어트
피에르 뒤캉은 팔레오 다이어트가 그의 체중 감량 전략의 사본이라고 말했다. 구석기 시대의 식단은 인류 조상의 식단에 기초를 두고 있다고 주장된다. 다른 유사한 다이어트에는 저탄수화물, 중간 정도의 단백질과 고지방이 포함된 케톤 생성 다이어트와 저탄수화물, 고단백질, 중간 정도의 지방이 포함된 앳킨스 다이어트가 포함된다.